# Amazonia peregrina
Amazonia peregrina är en svampart som först beskrevs av Syd. & P. Syd., och fick sitt nu gällande namn av Syd. & P. Syd. 1917. Amazonia peregrina ingår i släktet Amazonia och familjen Meliolaceae.   Inga underarter finns listade i Catalogue of Life.